# Ursa Major (судно)
Ursa Major — универсальный сухогруз, ранее называвшийся Scan Britania (2009—2010), Hyundai Britania (2010—2011), Eit Palmina (2011—2017) и Sparta III (2017—2021), последний владелец — компания «Оборонлогистика» структура Министерства обороны России. Был построен в Германии в 2009 году. В 2024 году затонул в Средиземном море, на момент гибели являлся флагманом флота «Оборонлогистики», одним из крупнейших сухогрузов в России.

## История
Судно было спущено на воду в 2009 году на верфи Peene-Werft в немецком Вольгасте под названием Scan Britania и зарегистрировано в порту Дуглас на острове Мэн. В 2010 году компания сменила название судна на Hyundai Britania, а затем в 2011 году на Eit Palmina после покупки компанией EIT European Investment & Trading. В 2017 году корабль был приобретён российской компанией «Оборонлогистика», занимающейся грузовыми перевозками в интересах Министерства обороны России, было переименовано в Спарта III, в октябре 2021 года было переименовано уже в Ursa Major. Порт приписки Новороссийск. Ursa Major находился под международными санкциям после вторжения России в Украину в 2022 году.
Судно использовалось для перевозки вооружений в качестве транспорта в «Сирийском экспрессе» по маршруту между российской военно-морской базой Тартус в Сирии и российскими портами. Согласно данным сайта мониторинга морских перевозок LSEG, последний раз Ursa Major был на базе Тартус в июле 2024 года.
Летом 2024 года судно вышло с крупного планового ремонта.

## Гибель
11 декабря 2024 года Ursa Major вышла из Санкт-Петербурга во Владивосток. Груз включал две 45-тонных крышки ядерных реакторных установок строящегося ледокола проекта 10510 и два немецких 380-тонных мобильных портовых крана Liebherr 420, которые должны были быть установлены в порту Владивостока. Прибытие в порт назначения ожидалось 22 января. Примерно за неделю до затопления совместно с другим судном Оборонлогистики («Спарта») судно пересекало Ла-Манш в сопровождении военного конвоя.
23 декабря в 23:22 судно затонуло в 70 милях к югу от Картахены в международных водах Средиземного моря в результате аварии, в машинном отделении произошел взрыв. 14 из 16 членов экипажа были спасены, двое членов экипажа пропали без вести.
25 декабря 2024 года владелец судна «Оборонлогистика» заявила о теракте в отношении Ursa Major. По показаниям членов экипажа судна, 23 декабря 2024 года в 13:50 (по московскому времени) произошли три последовательных взрыва с правого борта в районе кормовой части, после чего судно получило резкий крен на правый борт до 25 градусов, что свидетельствовало о поступлении воды в судовые помещения.